# 1728 en littérature
| Années de la littérature : 1725 - 1726 - 1727 - 1728 - 1729 - 1730 - 1731    |
| Décennies de la littérature : 1690 - 1700 - 1710 - 1720 - 1730 - 1740 - 1750 |

Cet article présente les faits marquants de l'année 1728 en littérature.

## Événements

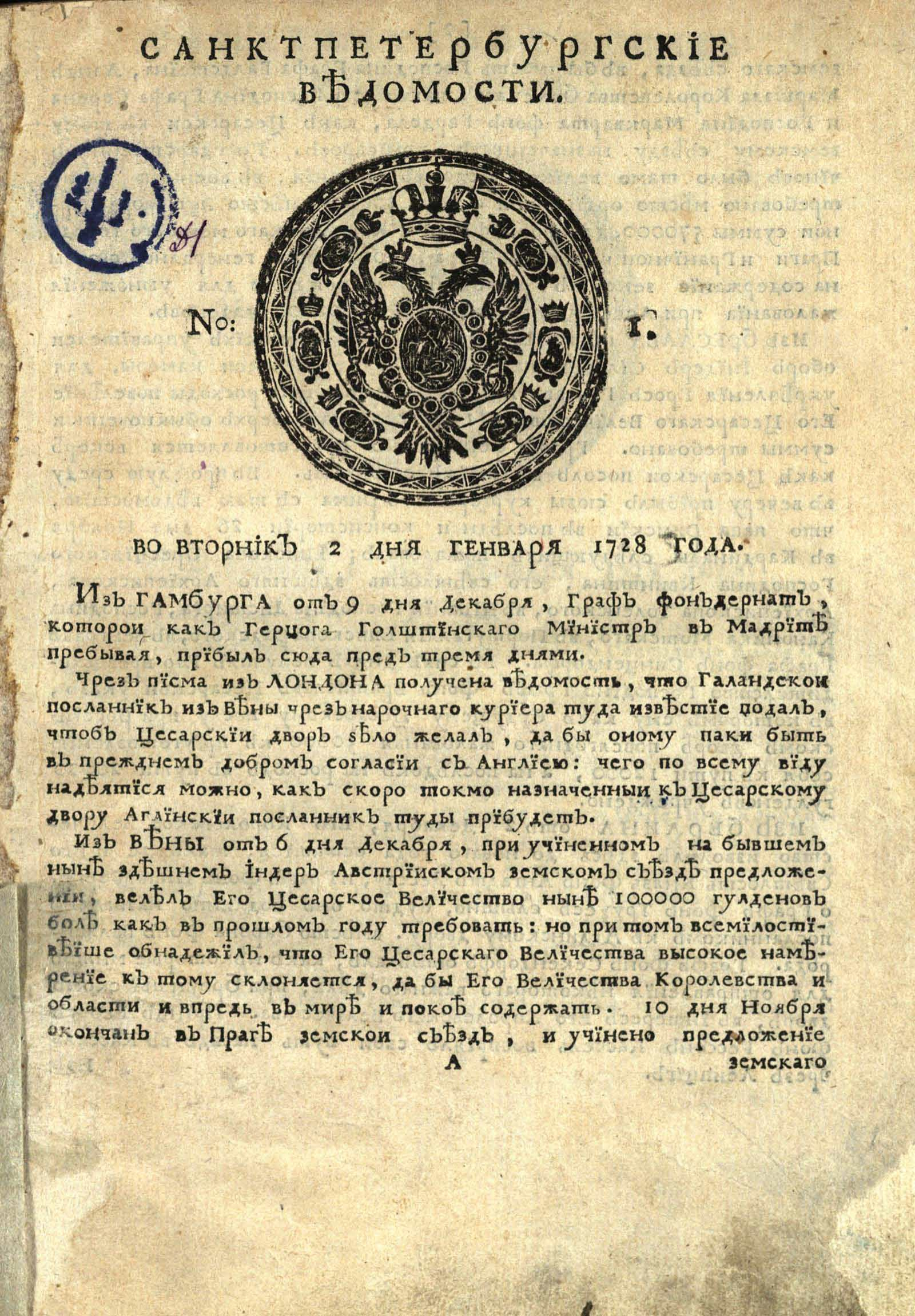
Санкт-Петербургские ведомости 2 января 1728.

- 13 janvier (2 janvier du calendrier julien) : premier numéro des Sankt-Peterburgskie Vedomosti (en) (« les Nouvelles de Saint-Pétersbourg »), premier journal russe régulier issu du Vedomosti fondé en 1703 et confié à l’Académie des sciences de Russie, inspiré des périodiques anglais mêlant variétés et sciences populaires. Gerhard Friedrich Müller en est le rédacteur en chef[1].
- 14 mars : Jean-Jacques Rousseau quitte sa ville natale (Genève) à pied pour se rendre à Annecy, chez Madame de Warens, une protestante émigrée de Suisse, à laquelle le curé de Confignon l'a adressé[2].
- 5 avril : Montesquieu entreprend un tour d’Europe. Il quitte Paris pour Vienne, se rend en Hongrie (27 mai), à Venise (16 août-14 septembre). Il visite l'Italie : Milan (24 septembre), Turin, Gênes, la Toscane où il reste jusqu’au 15 janvier 1729, Rome 19 janvier 1729, Naples jusqu’au 4 juillet 1729.  En Italie (1728-1729), il observe l’organisation des États et en laisse une relation où se révèle une impression générale d’incurie et de décrépitude italienne. Il établit cependant des nuances régionales[3].
- 21 avril : Jean-Jacques Rousseau, alors âgé de seize ans, abjure le protestantisme à Turin. Il est baptisé catholique le 23[2].
- 24 décembre : premier numéro de la Pennsylvania Gazette fondé par Samuel Keimer. Le 2 octobre 1729, Benjamin Franklin et Hugh Meredith rachetèrent le journal[4].

## Parutions
- Christian Wolff, Philosophia rationalis sive Logica, Francfort et Leipzig, Renger, 1728 (présentation en ligne) (« Philosophie rationnelle ou Logique »).
- Ephraim Chambers, Cyclopaedia : or an Universal Dictionary of Arts and Sciences, London, James & John Knapton, John Darby and others (présentation en ligne) une encyclopédie en deux volumes qui sert de modèle à celle de Denis Diderot 25 plus tard.
- The Dunciad : An heroic poem. In three books, London, A. Dodd, 1728 (présentation en ligne), première version anonyme de « La Dunciade », satire à la gloire de la médiocrité de Alexander Pope.
- Voltaire, La Henriade, Londres, 1728 (présentation en ligne), épopée.
- L'Abbé Prévost publie de 1728 à 1731 les Mémoires et aventures d'un homme de qualité en sept tomes dont le dernier constitue l'Histoire du chevalier Des Grieux, et de Manon Lescaut[5].

## Décès
- 15 octobre : Bernard de La Monnoye, poète, philologue, critique.